# Erotická revue
Erotická revue je společné album hudebníka Ivana Krále a zpěvačky a herečky Renaty Rychlé. Vydáno bylo počátkem roku 2003 společností BMG Czech Republic. Původně však deska měla vyjít již v předchozím roce, avšak společnost Sonopres, která měla vytisknout booklet alba, zakázku zadavateli vrátila. Důvodem bylo, že se v bookletu nacházely erotické kresby od Toyen. Krátkým textem do bookletu přispěl také Jiří Suchý. Dále se na projektu podíel hudebník Ivo Pospíšil. Král pro album složil a nahrál hudbu, zatímco Rychlá recituje nebo zpívá básně. Ty pochází od anonymních autorů a vyšly souborně v roce 1930 právě pod názvem Erotická revue (vydal je Jindřich Štyrský). Dále se na albu podílel rapper Henry D („Balada o šišce“).

## Seznam skladeb
1. „Večerní píseň“ – 3:07
2. „Moderní“ – 2:15
3. „Chovanky“ – 3:03
4. „Krysař snů“ – 3:21
5. „Podle Nicarha“ – 3:22
6. „Kmotra“ – 2:27
7. „Báseň do památníku“ – 1:20
8. „Stařec a děvky“ – 1:35
9. „Balada o šišce“ – 8:54
10. „Špičatý sonet“ – 1:55
11. „Abatyše a novicka“ – 1:55
12. „Panna 1932“ – 1:38
13. „Báseň“ – 1:59
14. „Seznam denních hostů v zájezdním hostinci u Červeného krále“ – 1:36
15. „Báseň noci“ – 3:00
16. „Epigram“ – 1:16
17. „Hip Hop bonus - Balada o šišce“ – 8:41